# Fylliet

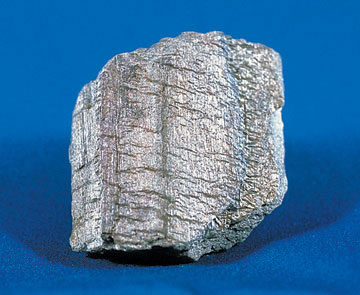
Fylliet

Een fylliet is een metamorf gesteente van gemiddelde graad (tussen leisteen en schist dat als oorsprongsgesteente schalie (of kleisteen)) had.

## Eigenschappen
Fylliet is een gesteente dat vooral bestaat uit kwarts, sericiet en chloriet (mica's). Ook kunnen grafietkristallen in fylliet voorkomen. Door de aanwezigheid van mica's  heeft het gesteente een zijdeachtige glans. De platige structuur wordt veroorzaakt door de mica's die als fyllosilicaten het gesteente splijten.

## Naam
De naam van het gesteente fylliet is afgeleid van het Oudgriekse woord φύλλον (phullon), dat "blad" betekent.